# المدرسة الجوهرية (القدس)
المدرسة الجوهرية، هي مدرسة وخانقاه ورباط من زمن العصر المملوكي. تقع على يسار الداخل إلى المسجد الأقصى من باب الحديد. وهي تُنسب إلى واقفها الأمير صفي الدين جوهر القنقبائي.

## تاريخها
بناها صفي الدين جوهر القنقبائي، وأصله عبد خصي (طواشي)، قدمه صاحب الحبشة إلى السلطان برقوق وتنقل في خدمة عدد من الأمراء بعدما أُعتق، فشغل منصب الخازندار (المشرف على خزائن الأموال السلطانية) أثناء حكم السلطان المملوكي الأشرف سيف الدين برسباي، ومشرف الحريم السلطاني في 1439م. وقد أتم بناء المدرسة في مطلع (رجب 844هـ/ديسمبر 1440م)، إبان عهد السلطان الظاهر جقمق، كما يفيد النقش الذي كان يعلو بابها قبل طمسه، وأشار إليه فان برشم. وقد جاء إنشاؤها بعد أن شهد موضعها تأمين السلطان فرج بن برقوق وصول المياه لموضعها وما جواره منذ مطلع القرن (9هـ/15م). وهي تختلف عن المدرسة التي شيدها جوهر القنقبائي وتحمل نفس الاسم في الجامع الأزهر والتي بُنيت أيضاً في نفس السنة 1440م. وتوفي جوهر بعدما أتم بناء مدرسته في القدس بشهر ودفن في مدرسته بالقاهرة.

## وصفها
تقوم المدرسة فوق رباط الكرد وسور المسجد الأقصى الملاصق له. وتضم طابقين وصحن مكشوف مستطيل وإيوان شمالي. ويمكن الوصول إليها عبر مدخل جنوبي مملوكي العمارة مبني بأسلوب الأبلق من الحجارة الحمراء والبيضاء، وعلى كل جانب من جانبيه مقعد حجري يعرف بالمكسلة. ويؤدي المدخل إلى دركاه أو موزع يغطيها قبو متقاطع. وتؤدي الدركاه إلى الصحن، حيث يمكن الصعود إلى الطابق الثاني عبر درج حجري.
تصدعت المدرسة في 1974 بسبب حفر سلطات الاحتلال الإسرائيلي للأنفاق، وقد أمكن تجديد مبنى المدرسة لاحقاً وشمل ذلك؛ تبديل القصارة والكحلة باستخدام المواد التقليدية مع ترميم البلاط الملون التقليدي وتطويع غرف الدائرة للاستخدامات الحالية وتحديثها، وانتهت أعمال الترميم في 2002.